# Wladimir Nowikow
Wladimir Anatoljewitsch Nowikow (russisch Владимир Анатольевич Новиков; * 4. August 1970 in Almaty, Sowjetunion) ist ein ehemaliger kasachischer Kunstturner.

## Karriere
Nowikow gewann bei den Weltmeisterschaften 1987 und 1989 jeweils Gold im Mannschaftsmehrkampf. Bei den Olympischen Spielen 1988 in Seoul wurde er mit der sowjetischen Mannschaft Olympiasieger im Mannschaftsmehrkampf. Im Einzelmehrkampf belegte er in der Qualifikation Rang elf, verpasste jedoch das Finale, da pro Nation nur drei Turner zugelassen waren.
Im Jahr 1988 wurde Nowikow sowjetischer Meister am Boden. Darüber hinaus erreichte er 1987 den dritten Platz am Boden und 1989 den zweiten Platz im Einzelmehrkampf bei den sowjetischen Meisterschaften.
Noch im Jahr 1988 erhielt er den Titel Verdienter Meister des Sports der UdSSR. Nach dem Ende seiner aktiven Karriere war Nowikow als Trainer tätig.